# 461
461 (CDLXI) fue un año común comenzado en domingo del calendario juliano, en vigor en aquella fecha.
En el Imperio romano, el año fue nombrado el del consulado de Severino y Dagalaifo, o menos comúnmente, como el 1214 Ab urbe condita, adquiriendo su denominación como 461 a principios de la Edad Media, al establecerse el anno Domini.

## Acontecimientos
- Papado: Hilario sucede a León I Magno.
- Batalla de Cartagena entre el emperador Mayoriano y los vándalos.
- Terremoto en Anatolia deja cientos de muertos.

## Nacimientos
- Rómulo Augústulo, último emperador romano.

## Fallecimientos
- 10 de noviembre: León I el Magno, papa.